# Війна Даммера
Війна Даммера (англ. Dummer's War, також війна батька Реля (англ. Father Rale's War), війна Лаввелла (англ. Lovewell's War), війна Грейлока (англ. Greylock's War), Трирічна війна (англ. Three Years War), війна Вабанакі з Новою Англією (англ. Wabanaki-New England War) або Четверта англо-абенакінська війна (англ. Fourth Anglo-Abenaki War) — збройний конфлікт, що відбувся у вигляди низки битв між колоніями Нової Англії та Конфедерацією Вабанакі (зокрема племена мікмак, малесіти, пенобскот і абенакі), які були в союзі з Новою Францією. Східний театр війни розташовувався в основному вздовж кордону між Новою Англією та Акадією в Мені, а також у Новій Шотландії; Західний театр простягався на півночі штату Массачусетс і Вермонт на кордоні між Канадою (Нова Франція) і Новою Англією. Протягом цього часу штати Мен і Вермонт були частиною Массачусетсу.

## Історія
Основною причиною конфлікту на фронтирі штату Мен став кордон між Акадією та Новою Англією, який Нова Франція визначила по рубежу річки Кеннебек у південній частині штату Мен. Материкова частина Нової Шотландії опинилася під британським контролем після облоги Порт-Рояла в 1710 році та Утрехтського договору в 1713 році (не включаючи острів Кейп-Бретон), але сучасні Нью-Брансвік і Мен залишалися спірними між Новою Англією і Новою Францією. Нова Франція заснувала католицькі місії серед чотирьох найбільших корінних сіл регіону: одне на річці Кеннебек (Норріджвок), одне далі на північ на річці Пенобскот (індіанська острівна резервація Пенобскот), одне на річці Сент-Джон (індіанське село/форт Медуктік) та ще одне у Шубенакаді (місія Святої Анни). Подібним чином Нова Франція встановила три форти на кордоні Нью-Брансвіка під час війни отця Ле Лутра, щоб захистити її від британського нападу з Нової Шотландії.
Утрехтська угода поклала край війні королеви Анни, але вона була підписана в Європі і ніяким чином не стосувалася інтересів Конфедерації Вабанакі. Абенакі підписали Портсмутський договір 1713 року, але ні з ким не було проведено консультацій щодо британського володіння Новою Шотландією, і мікмаки почали здійснювати набіги на рибалок і поселення Нової Англії. Війна почалася на два фронти в результаті розширення поселень Нової Англії вздовж узбережжя Мен і в Кансо, Нова Шотландія. Жителів Нової Англії очолювали головним чином лейтенант-губернатор провінції Массачусетс-Бей Вільям Даммер, лейтенант-губернатор Нової Шотландії Джон Дусетт і капітан Джон Лаввелл. Конфедерацію Вабанакі та інші корінні племена очолювали в основному отець Себастьян Рале, вожді Сірий Локон і Дуб (Паугус).
В ході війни отець Рале був убитий англійцями в Норриджвоку. Корінне населення відступило від річок Кеннебек і Пенобскот до Сент-Френсіс і Беканкур, Квебек і Нова Англія зайняли більшу частину території штату Мен.